# Christian Knees
Christian Knees est un ancien coureur cycliste allemand né le 5 mars 1981 à Bonn. Il avait fait ses débuts professionnels en 2004 et a notamment été membre de l'équipe Sky pendant 10 ans, avant de prendre sa retraite fin 2020.

## Biographie

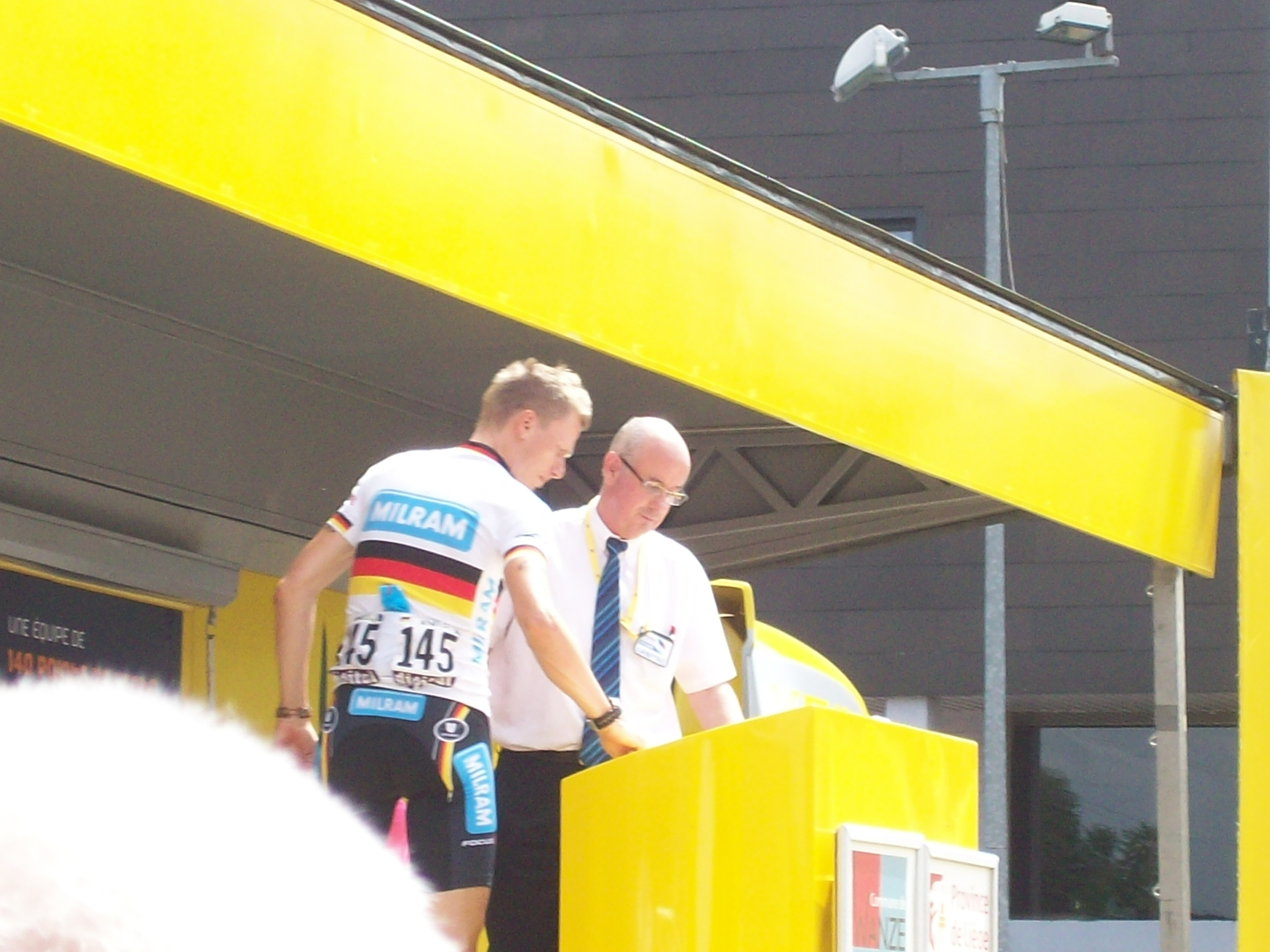
Christian Knees au départ de la 3e étape du Tour de France 2010 à Wanze.

Christian Knees commence sa carrière professionnelle en 2004, au sein de l'équipe Wiesenhof.
En 2006, il intègre l'équipe ProTour Milram. Il remporte cette année-là le Tour de Cologne et dispute ses premiers grands tours, le Tour d'Italie et le Tour de France. Il dispute à nouveau ces deux tours en 2007.
En 2008, il remporte le Tour de Bavière et se classe deuxième du Tour de Bochum. Il remporte ainsi la Coupe d'Allemagne. Il est également neuvième du Tour de Suisse. En 2009, il se classe dix-neuvième du Tour de France. En 2010, il devient champion d'Allemagne sur route.
L'équipe Milram disparaît à la fin de l'année 2010. Christian Knees rejoint l'équipe britannique Sky. Au Tour de France 2012, il est l'un des équipiers de Bradley Wiggins, premier vainqueur britannique de la « grande boucle ». En septembre, il fait partie de l'équipe d'Allemagne lors de la course en ligne des championnats du monde, avec pour leader John Degenkolb. Celui-ci prend la quatrième place, tandis que Knees est 80e.
Knees est sélectionné pour la course en ligne des championnats du monde de Richmond. Les chefs de file allemands sont André Greipel et John Degenkolb. À la fin de la saison 2015, il prolonge son contrat avec l'équipe Sky.
Aligné au départ du Tour d'Espagne en 2016, il y gagne la première étape, un contre-la-montre par équipes, avec la formation Sky.
Le 16 décembre 2020, l'équipe Ineos indique qu'il prend sa retraite de coureur professionnel et qu'il intègre le staff de l'équipe 

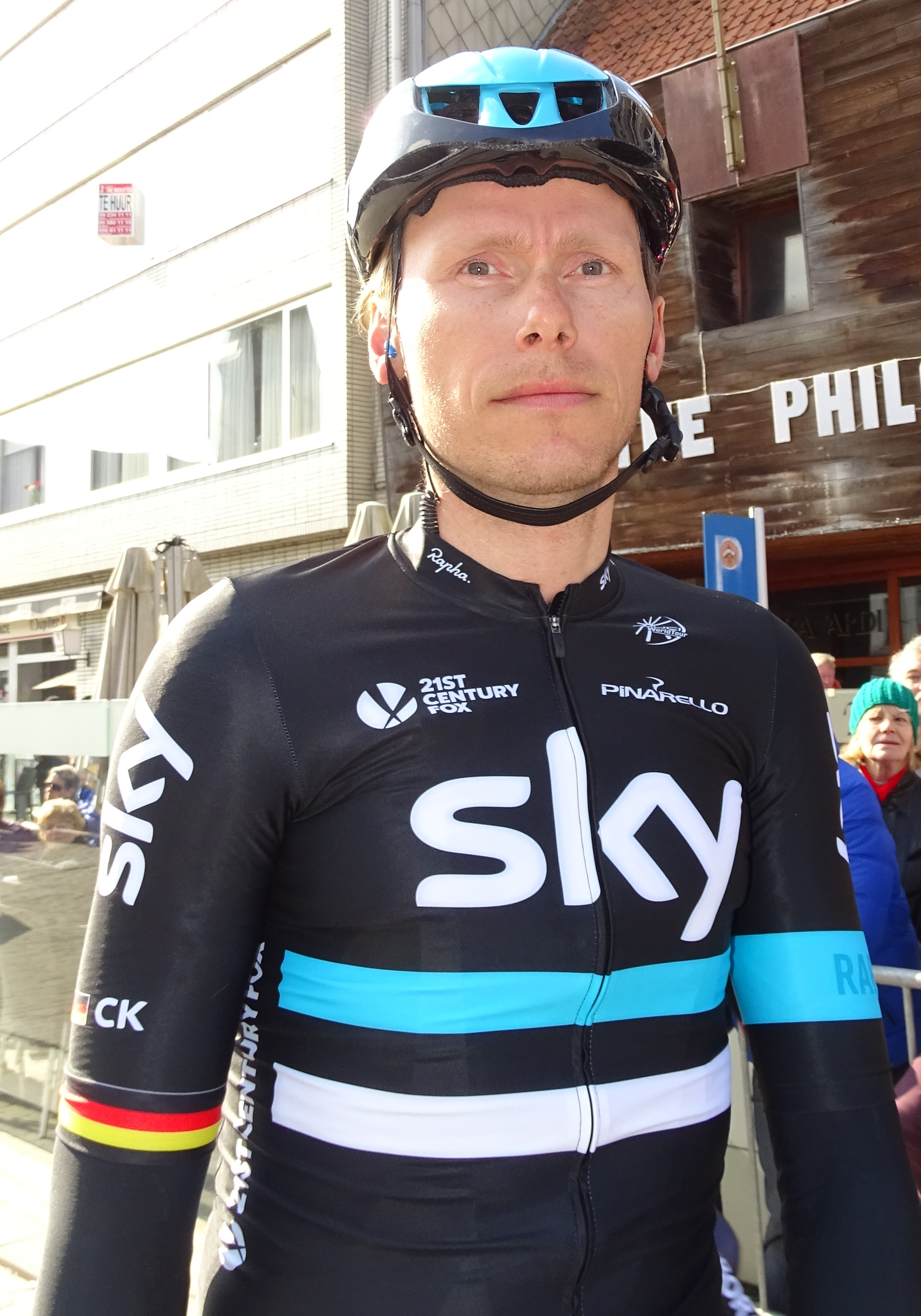
Christian Knees lors de la Nokere Koerse 2016.

## Palmarès
- 1998

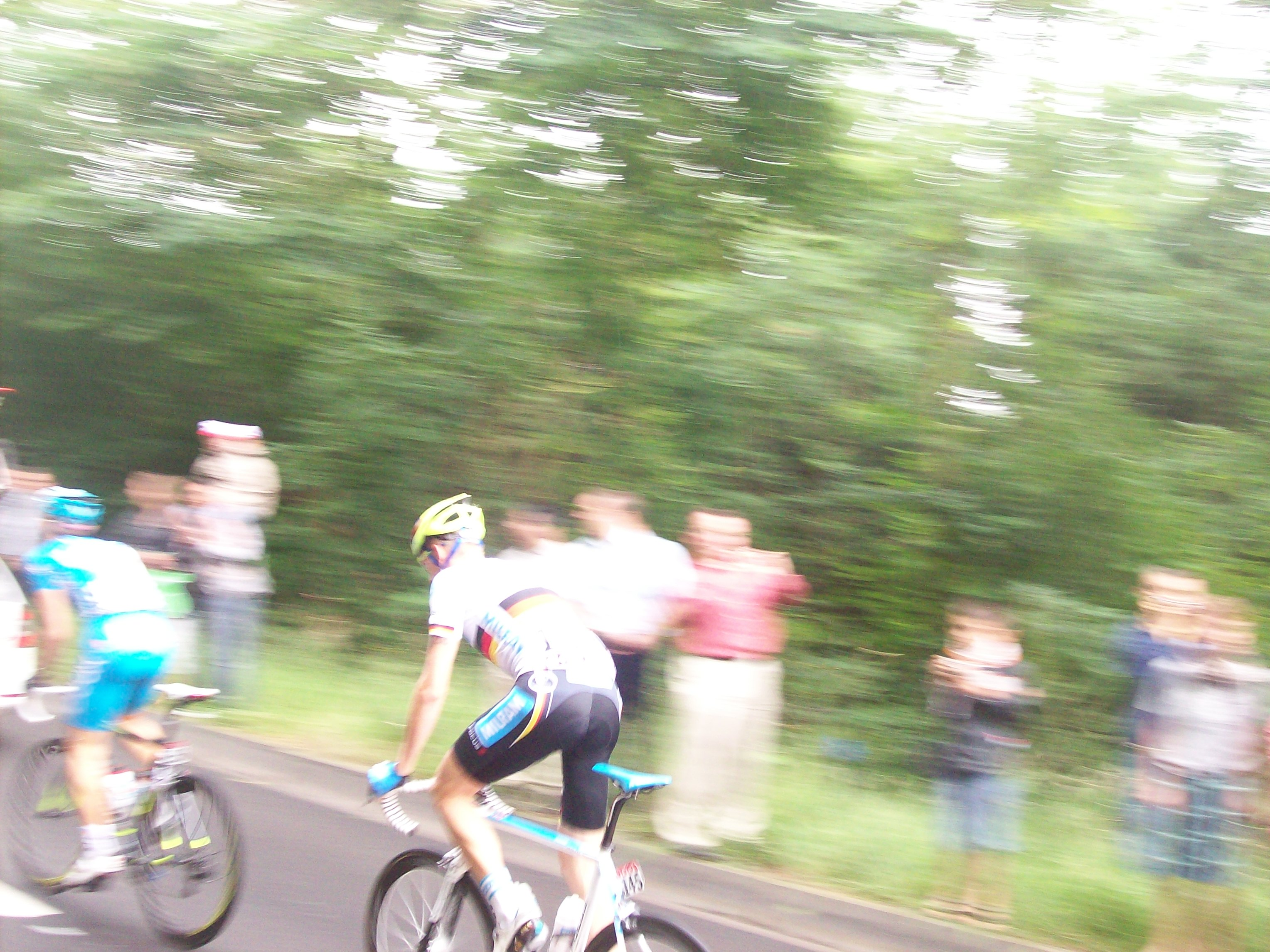
Christian Knees en queue de peloton, vêtu du maillot de champion d'Allemagne, lors de la 2e étape du Tour de France 2010.

  - 2e du Grand Prix Général Patton
- 1999
  - Tour de Lorraine juniors :
    - Classement général
    - 3e étape (contre-la-montre)

  - 1re étape du Tour de Basse-Saxe juniors (contre-la-montre)
  - 2e de la Coupe du monde UCI Juniors
  - 3e du Tour de Basse-Saxe juniors
  -  Médaillé de bronze du championnat du monde du contre-la-montre juniors
  - 10e du championnat du monde sur route juniors
- 2001
  - 5e étape de la FBD Insurance Rás
  - 3e de la FBD Insurance Rás
- 2002
  - 1re étape du Tour de Thuringe
  - 2e du Tour de Thuringe
  - 3e du Tour de Vysočina
- 2003
  - 4e étape du Tour de Thuringe
  - 4e étape du Tour de Gironde
  - 3e du Tour de Berlin
- 2005
  - 2e du Tour de Saxe
- 2006
  - Tour de Cologne
- 2007
  - 3e du championnat d'Allemagne sur route
- 2008
  - Vainqueur de la Coupe d'Allemagne
  - Classement général du Tour de Bavière
  - 2e du Tour de Bochum
  - 9e du Tour de Suisse
- 2009
  - 3e du Grand Prix de Francfort
  - 10e du Tour du Pays basque[n 1]
  - 10e de l'Amstel Gold Race[n 2]
- 2010
  -  Champion d'Allemagne sur route
- 2013
  - 1reb étape du Tour du Trentin (contre-la-montre par équipes)
  - 2e étape du Tour d'Italie (contre-la-montre par équipes)
- 2016
  - 1re étape du Tour d'Espagne (contre-la-montre par équipes)

## Résultats sur les grands tours

### Tour de France
8 participations
- 2006 : 104e
- 2007 : 47e
- 2008 : 29e
- 2009 : 19e
- 2010 : 91e
- 2011 : 64e
- 2012 : 82e
- 2017 : 144e

### Tour d'Italie
6 participations
- 2006 : 73e
- 2007 : 72e
- 2013 : 60e, vainqueur de la 2e étape (contre-la-montre par équipes)
- 2016 : 66e
- 2018 : 91e
- 2019 : 96e

### Tour d'Espagne
6 participations
- 2009 : 43e
- 2013 : 79e
- 2014 : non-partant (17e étape)
- 2015 : 91e
- 2016 : 124e, vainqueur de la 1re étape (contre-la-montre par équipes)
- 2017 : 124e

## Classements mondiaux
| Année                                 | 2005 | 2006 | 2007 | 2008 | 2009 | 2010 | 2011 | 2012 | 2013 | 2014 | 2015 | 2016  | 2017  | 2018  | 2019  | 2020  |
| ------------------------------------- | ---- | ---- | ---- | ---- | ---- | ---- | ---- | ---- | ---- | ---- | ---- | ----- | ----- | ----- | ----- | ----- |
| UCI ProTour                           | nc   | nc   | 127e | 93e  |      |      |      |      |      |      |      |       |       |       |       |       |
| Calendrier mondial                    |      |      |      |      | 225e | 232e |      |      |      |      |      |       |       |       |       |       |
| UCI World Tour                        |      |      |      |      |      |      | nc   | nc   | nc   | nc   | nc   | nc    | 412e  | 387e  |       |       |
| Classement mondial                    |      |      |      |      |      |      |      |      |      |      |      | 2025e | 2319e | 2150e | 1041e | 1527e |
| UCI Europe Tour                       | 72e  |      |      |      |      |      |      |      |      |      |      | 1420e | nc    | 1770e | 746e  | 1138e |
| UCI Asia Tour                         | nc   |      |      |      |      |      |      |      |      |      |      | 588e  | nc    | nc    |       |       |
|                                       |      |      |      |      |      |      |      |      |      |      |      |       |       |       |       |       |
| Légende : nc = non classéSource : UCI |      |      |      |      |      |      |      |      |      |      |      |       |       |       |       |       |